# Raciborskie Towarzystwo Wioślarskie

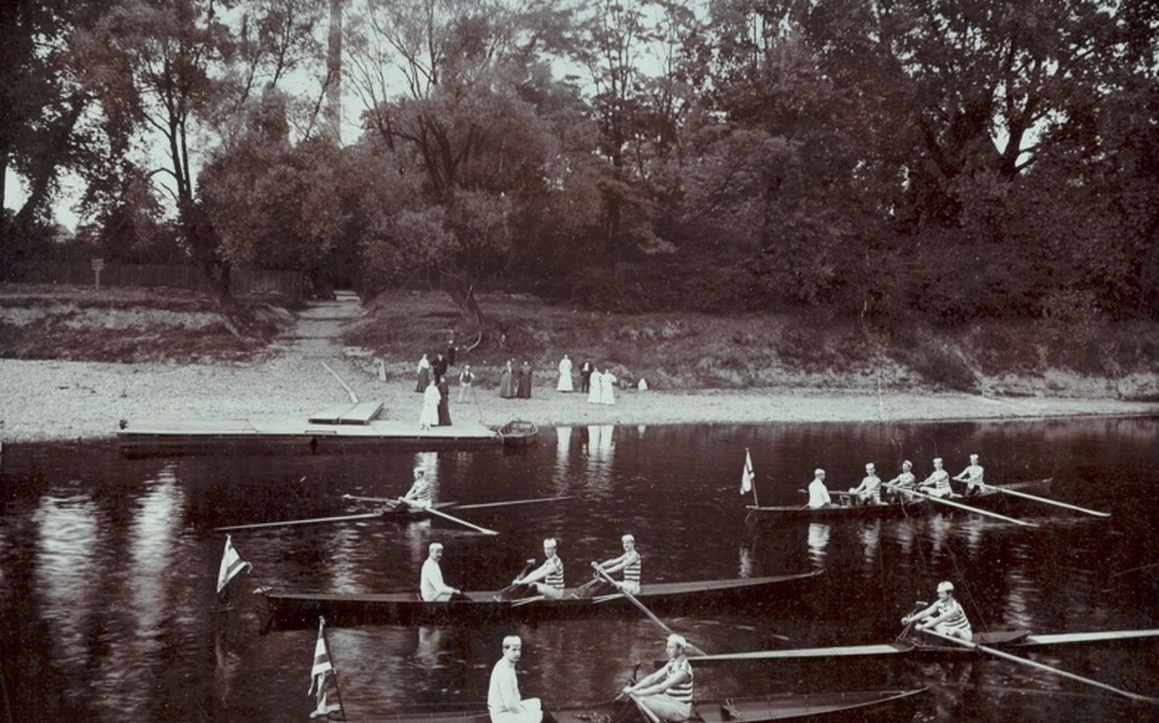
Wioślarze RV Ratibor na Odrze

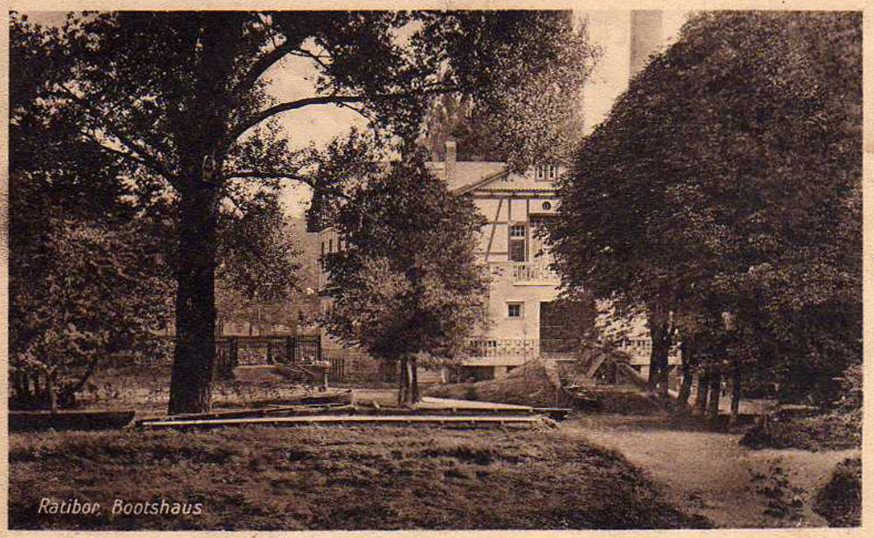
Przystań RTW Racibórz – wygląd w 1913

RTW Raciborskie Towarzystwo Wioślarskie – klub wioślarski w Raciborzu, członek Polskiego Związku Towarzystw Wioślarskich. Stowarzyszenie kultury fizycznej zarejestrowane w roku 2018.

## Historia
RTW Racibórz nawiązuje do tradycji raciborskiego klubu Ruderverein Ratibor – najstarszego klubu wioślarskiego na Górnym Śląsku. Klub ten powstał w roku 1888 i działał do końca II wojny światowej, to jest do wysiedlenia Niemców z Raciborza. W roku 1913 nad brzegiem Odry (obecny adres to: Zamkowa 2a) RV Ratibor wybudował przystań wioślarską (niem. „Bootshaus”). Od roku 1929 do końca II wojny klub organizował popularne wśród śląskich klubów regaty na Odrze, na trasie Racibórz-Koźle. Pod koniec swojego istnienia, był drugim najliczniejszym klubem wioślarskim na całym Śląsku.
W roku 2016 grupa lokalnych działaczy sportowych postanowiła reaktywować wioślarstwo w Raciborzu. W 2018 roku zostało to sformalizowane – doszło do zarejestrowania Raciborskiego Towarzystwa Wioślarskiego w ewidencji klubów sportowych nieprowadzących działalności gospodarczej Starosty Raciborskiego.

## Działalność klubu
Jeszcze przed oficjalną rejestracją RTW, działacze uzyskali od Miasta Raciborza prawo do użytkowania budynku przystani dawnego RV Ratibor. Przeprowadzili remont tej przystani i przystąpili do pozyskiwania sprzętu wioślarskiego. Prowadzona ma być działalność wyczynowa, jak i rekreacyjna. Swą działalność sportową klub rozpoczął od szkolenia kajakarskiego młodszych dzieci. Odbywa się ona w ramach Akademii Kajakowej, która pozyskała od Miasta Racibórz budynek w miejskim Parku Roth.

## Wyniki sportowe
Klub na obecnym etapie nie uczestniczy w rywalizacji sportowej. Prowadzi jedynie szkolenie dzieci.